# Краснощёков, Фёдор Иванович
Фёдор Иванович Краснощёков (1710—1764) — русский казачий военачальник, генерал-майор.

## Биография
Родился в 1710 году в семье донского походного атамана Ивана Матвеевича Краснощёкова. Военную службу начал в 1727 году, во многом повторив отцовский жизненный путь.
Участвовал в походах против закубанских татар, в военных экспедициях в Кабарду и Персию. Рано стал казачьим офицером, получив под своё начало небольшую команду, с которой воевал в составе Войска Донского.
Принимал участие в русско-турецкой войне 1735—1739 годов. Отличился в осаде Азова и в боях на Кубани. В 1738 году дважды посылался в походы в Крым. Вместе с отцом действовал в ходе русско-шведской войны 1741—1743 годов, в которой Краснощёков-старший погиб. После этой войны Ф. И. Краснощёков значился в числе донских военачальников.
В 1746—1751 годах во главе сводного шеститысячного казачьего отряда нёс службу в тогда пограничном городе-крепости Смоленске на «польском рубеже» и в Лифляндии. В 1755 году ему был пожалован чин бригадира. Настоящую славу Краснощёков-младший получил в ходе Семилетней войны (1756—1763 годы). В первый же год этой войны он был назначен походным казачьим атаманом Дона вместе с Данилой Ефремовичем Ефремовым. Во главе казачьей бригады в составе Курляндского корпуса генерала В. В. Фермора успешно действовал в компании 1757 года в Восточной Пруссии, в том числе при осаде Мемеля. В 1759 году действия Краснощекова были отмечены в докладе генерал-майора графа Тотлебена о действиях лёгких войск на следующий день после сражения при Кунерсдорфе:

«Нашими казаками и гусарами в двух деревнях и местечке Герице при двух офицерах и 36 человек рядовых 200 человек раненых в полон взяты. И во все сие время преследования неприятеля, гусарами и казаками пленено неприятельских кирасир, гусар и пехоты 346 человек, капитана, 4 порутчика, 1 корнет и 268 кирасирских и гусарских лошадей в добычу взято, и много неприятеля побито; причем от генерал-майора графа Тотлебена засвидетельствована храбрость и неустрашимость бригадира Краснощекова, полковников Попова, Дячкина и Лукина, а гусарских полков полковника Зорича и князя Амилохварова».

В 1763 году, за год до смерти, Фёдор Иванович Краснощёков первым из донских казаков удостоился чина генерал-майора. Похоронен с воинскими почестями в Черкасске.
Краснощеков был женат на Ефимье Фёдоровне Грековой. От этого брака у них родились сын Алексей и дочь Марфа. Алексей служил в полку Матвея Платова, участвовал в штурме крепости Измаил и в Персидском походе.

## Награды
- Краснощеков имел награды Российской империи, в числе которых была большая золотая медаль с драгоценным портретом императрицы Елизаветы Петровны.[2]
- Екатерина II пожаловала его при особой Высочайшей грамоте драгоценной (золотой) саблей, которая стала семейной реликвией казачьего рода Краснощёковых.[2]

## Память
Заслуги донского героя перед Отечеством послужили основанием для присвоения 26 августа 1904 года 6-му Донскому казачьему полку имени вечного полкового шефа генерала Краснощёкова. Этот полк был обладателем почётного Георгиевского знамени за Отечественную войну 1812 года. Также Фёдор Иванович, как считается основал хутор Большая Фёдоровка в Ростовской области, носящий его имя.